# Fulham Football Club 2020-2021
Questa voce raccoglie tutte le informazioni riguardanti il Fulham Football Club nelle competizioni ufficiali della stagione 2020-2021.

## Stagione
La stagione 2020-21 è stato il 123º campionato professionistico per il club londinese, la prima stagione in Premier League, il massimo livello del calcio inglese, dopo la promozione della stagione precedente dalla Football League Championship 2019-2020, dopo aver vinto i playoff contro il Brentford. Questa stagione ha visto il Fulham impegnato, oltre che in campionato, anche in FA Cup ed in League Cup.
Il 20 agosto 2020 viene presentato il calendario della Premier League 2020-2021 che vede il Fulham fare il proprio debutto in casa contro l'Arsenal.
La stagione del Fulham inizia subito in salita, con la sconfitta in casa alla prima giornata di campionato, perdendo 3-0 in casa contro l'Arsenal.
In coppa di lega, dopo le vittorie contro Ipswich Town e Sheffield Weds, arriva l'eliminazione al quarto turno di League Cup, denominata Carabao Cup per motivi di sponsorizzazione, contro il Brentford, vittorioso per 3-0.
Per quanto riguarda la FA Cup, dopo aver vinto 2-0 contro il QPR al terzo turno, viene eliminato nel turno successivo dal Burnley, subendo una sonora sconfitta per 3-0 in casa.
Il 23 maggio 2021, dopo essere stato lungamente tra le ultime posizioni, arriva all'ultima giornata già retrocesso e subisce un'ulteriore sconfitta contro il Newcastle Utd, che gli fa chiudere il campionato al 18º posto.

## Maglie e sponsor
Lo sponsor tecnico del Fulham per la stagione 2020-2021 è l'azienda tedesca, Adidas. Lo sponsor che compare sulle maglie è BetVictor, bookmaker indipendente specializzata in scommesse sportive. 
| Casa | Casa alt.1 | Casa alt.2 | Trasferta | Terza maglia |

## Organigramma societario

### Staff tecnico
Dal sito Internet ufficiale della società.
Area tecnica
- Scott Parker – Allenatore
- Stuart Gray – Vice allenatore
- Matt Wells – Assistente Tecnico
- Rob Burch – Preparatore dei portieri
- Alastair Harris – Capo Scienze dello sport
- Nigel Sellars – Medico sociale

Academy e settore giovanile
- Huw Jennings – Direttore Academy
- Steve Wigley – Capo degli Allenatore Academy

## Rosa
Rosa aggiornata al 7 marzo 2021.
| N. |                         | Ruolo | Calciatore            |
| -- | ----------------------- | ----- | --------------------- |
| 1  | Francia (bandiera)      | P     | Alphonse Areola       |
| 2  | Paesi Bassi (bandiera)  | D     | Kenny Tete            |
| 3  | Giamaica (bandiera)     | D     | Michael Hector        |
| 4  | Belgio (bandiera)       | D     | Denis Odoi            |
| 5  | Inghilterra (bandiera)  | D     | Alfie Mawson          |
| 5  | Danimarca (bandiera)    | D     | Joachim Andersen      |
| 6  | Scozia (bandiera)       | C     | Kevin McDonald        |
| 7  | RD del Congo (bandiera) | C     | Neeskens Kebano       |
| 8  | Norvegia (bandiera)     | C     | Stefan Johansen       |
| 9  | Serbia (bandiera)       | A     | Aleksandar Mitrović   |
| 10 | Scozia (bandiera)       | C     | Tom Cairney           |
| 11 | Francia (bandiera)      | A     | Anthony Knockaert     |
| 12 | Slovacchia (bandiera)   | P     | Marek Rodák           |
| 13 | Stati Uniti (bandiera)  | D     | Tim Ream              |
| 14 | Giamaica (bandiera)     | A     | Bobby De Cordova-Reid |
| 15 | Inghilterra (bandiera)  | C     | Ruben Loftus-Cheek    |
| 16 | Inghilterra (bandiera)  | D     | Tosin Adarabioyo      |
| 17 | Portogallo (bandiera)   | A     | Ivan Cavaleiro        |
| 18 | Gabon (bandiera)        | C     | Mario Lemina          |

| N. |                           | Ruolo | Calciatore           |
| -- | ------------------------- | ----- | -------------------- |
| 19 | Inghilterra (bandiera)    | A     | Ademola Lookman      |
| 20 | Francia (bandiera)        | D     | Maxime Le Marchand   |
| 21 | Inghilterra (bandiera)    | C     | Harrison Reed        |
| 22 | Irlanda (bandiera)        | D     | Cyrus Christie       |
| 23 | Inghilterra (bandiera)    | D     | Joe Bryan            |
| 24 | Costa d'Avorio (bandiera) | C     | Jean Seri            |
| 25 | Inghilterra (bandiera)    | C     | Josh Onomah          |
| 27 | Nigeria (bandiera)        | A     | Josh Maja            |
| 29 | Camerun (bandiera)        | C     | André Zambo Anguissa |
| 30 | Paesi Bassi (bandiera)    | C     | Terence Kongolo      |
| 31 | Spagna (bandiera)         | P     | Fabri                |
| 33 | Stati Uniti (bandiera)    | D     | Antonee Robinson     |
| 34 | Nigeria (bandiera)        | D     | Ola Aina             |
| 35 | Australia (bandiera)      | C     | Tyrese Francois      |
| 40 | Inghilterra (bandiera)    | P     | George Wickens       |
| 47 | Mauritania (bandiera)     | A     | Aboubakar Kamara     |
| 48 | Inghilterra (bandiera)    | A     | Fábio Carvalho       |
| 58 | Inghilterra (bandiera)    | A     | Sylvester Jasper     |

## Calciomercato

### Sessione estiva(dal 27/7 al 5/10)
| Acquisti | Acquisti             | Acquisti            | Acquisti      |
| R.       | Nome                 | da                  | Modalità      |
| -------- | -------------------- | ------------------- | ------------- |
| P        | Alphonse Areola      | Paris Saint-Germain | prestito      |
| P        | Taye Ashby-Hammond   | Maidenhead United   | fine prestito |
| P        | Fabri                | Maiorca             | fine prestito |
| D        | Joachim Andersen     | Olympique Lione     | prestito      |
| D        | Ziyad Larkeche       | Paris Saint-Germain | svincolato    |
| D        | Ola Aina             | Torino              | prestito      |
| D        | Jerome Opoku         | Accrington Stanley  | fine prestito |
| D        | Antonee Robinson     | Wigan               | definitivo    |
| D        | Kenny Tete           | Olympique Lione     | definitivo    |
| C        | André Zambo Anguissa | Villarreal          | fine prestito |
| C        | Anthony Knockaert    | Brighton            | riscattato    |
| C        | Mario Lemina         | Southampton         | prestito      |
| C        | Harrison Reed        | Southampton         | riscattato    |
| C        | Jean Seri            | Galatasaray         | fine prestito |
| A        | Kieron Bowie         | Raith Rovers        | definitivo    |
| A        | Ademola Lookman      | RB Lipsia           | prestito      |

| Cessioni | Cessioni                 | Cessioni          | Cessioni       |
| R.       | Nome                     | a                 | Modalità       |
| -------- | ------------------------ | ----------------- | -------------- |
| P        | Jordan Archer            | Motherwell        | fine contratto |
| P        | Taye Ashby-Hammond       | Maidenhead Utd    | prestito       |
| P        | Marcus Bettinelli        | Middlesbrough     | prestito       |
| P        | Magnus Norman            | Carlisle Utd      | definitivo     |
| P        | Toni Stahl               | Energie Cottbus   | riscattato     |
| D        | Cody Drameh              | Leeds Utd         | definitivo     |
| D        | Zico Asare               |                   | svincolato     |
| D        | Cyrus Christie           | Nottingham Forest | prestito       |
| D        | Tristan Cover            |                   | svincolato     |
| D        | Moritz Jenz              | Losanna           | definitivo     |
| D        | Terence Kongolo          | Huddersfield Town | fine prestito  |
| D        | Alfie Mawson             | Bristol City      | prestito       |
| D        | Jerome Opoku             | Plymouth          | prestito       |
| D        | Steven Sessegnon         | Bristol City      | prestito       |
| D        | Ben Tricker              |                   | svincolato     |
| C        | Harry Arter              | Bournemouth       | fine prestito  |
| C        | Marlon Fossey            | Shrewsbury Town   | prestito       |
| C        | Luca de la Torre         | Heracles Almelo   | definitivo     |
| C        | Matt O'Riley             | MK Dons           | fine contratto |
| C        | Tiago Augusto            | Sporting Lisbona  | definitivo     |
| A        | Martell Taylor-Crossdale | Colchester Utd    | prestito       |
| A        | Nicolás Santos           | Racing Santander  | svincolato     |
| A        | Cameron Thompson         | Barnsley          | fine contratto |

### Sessione domestica(dal 5/10 al 16/10)
| Acquisti | Acquisti           | Acquisti          | Acquisti   |
| R.       | Nome               | da                | Modalità   |
| -------- | ------------------ | ----------------- | ---------- |
| D        | Tosin Adarabioyo   | Manchester City   | definitivo |
| D        | Terence Kongolo    | Huddersfield Town | definitivo |
| C        | Ruben Loftus-Cheek | Chelsea           | prestito   |

| Cessioni | Cessioni          | Cessioni          | Cessioni |
| R.       | Nome              | a                 | Modalità |
| -------- | ----------------- | ----------------- | -------- |
| C        | Anthony Knockaert | Nottingham Forest | prestito |
| A        | Timmy Abraham     | Plymouth          | prestito |

### Operazioni esterne(dal 17/10 al 3/1)
| Acquisti | Acquisti | Acquisti | Acquisti |
| R.       | Nome     | da       | Modalità |
| -------- | -------- | -------- | -------- |

| Cessioni | Cessioni | Cessioni | Cessioni |
| R.       | Nome     | a        | Modalità |
| -------- | -------- | -------- | -------- |

### Sessione invernale(dal 4/1 all'1/2)
| Acquisti | Acquisti      | Acquisti | Acquisti      |
| R.       | Nome          | da       | Modalità      |
| -------- | ------------- | -------- | ------------- |
| A        | Timmy Abraham | Plymouth | fine prestito |
| A        | Josh Maja     | Bordeaux | prestito      |

| Cessioni | Cessioni           | Cessioni      | Cessioni |
| R.       | Nome               | a             | Modalità |
| -------- | ------------------ | ------------- | -------- |
| D        | Maxime Le Marchand | Anversa       | prestito |
| D        | Jaydn Mundle-Smith | Maidstone Utd | prestito |
| C        | Stefan Johansen    | QPR           | prestito |
| C        | Neeskens Kebano    | Middlesbrough | prestito |
| C        | Jean Seri          | Bordeaux      | prestito |
| A        | Timmy Abraham      | Raith Rovers  | prestito |
| A        | Aboubakar Kamara   | Digione       | prestito |

## Risultati

### Premier League

#### Girone di andata
| Arbitro: | Kavanagh (Lancashire) |

|  |           |                                         |
|  | Marcatori | 8’ Lacazette 49’ Gabriel 57’ Aubameyang |

| Arbitro: | Friend (Leicestershire) |

|                                            |           |                                              |
| Costa 5’, 57’ Klich 41’ (rig.) Bamford 50’ | Marcatori | 34’ (rig.), 67’ Mitrović 62’ De Cordova-Reid |

| Arbitro: | Attwell (Warwickshire) |

|  |           |                                     |
|  | Marcatori | 4’ Grealish 15’ Hourihane 48’ Mings |

| Arbitro: | England (South Yorkshire) |

|          |           |  |
| Neto 56’ | Marcatori |  |

| Arbitro: | Marriner (West Midlands) |

|                  |           |             |
| Sharp 85’ (rig.) | Marcatori | 77’ Lookman |

| Arbitro: | Scott (Oxfordshire) |

|               |           |                       |
| Cairney 90+5’ | Marcatori | 8’ Riedewald 64’ Zaha |

| Arbitro: | Hooper (Wiltshire) |

|                   |           |  |
| Reid 26’ Aina 30’ | Marcatori |  |

| Arbitro: | Jones (Merseyside) |

|              |           |  |
| Souček 90+1’ | Marcatori |  |

| Arbitro: | Madley (West Yorkshire) |

|                                      |           |                                    |
| De Cordova-Reid 15’ Loftus-Cheek 70’ | Marcatori | 1’, 29’ Calvert-Lewin 35’ Doucouré |

| Arbitro: | Hooper (Wiltshire) |

|            |           |                                  |
| Barnes 86’ | Marcatori | 30’ Lookman 38’ (rig.) Cavaleiro |

| Arbitro: | Moss (West Yorkshire) |

|                                  |           |  |
| Sterling 5’ De Bruyne 26’ (rig.) | Marcatori |  |

| Arbitro: | Marriner (West Midlands) |

|          |           |                  |
| Reid 25’ | Marcatori | 79’ (rig.) Salah |

| Hammersmith e Fulham 16 dicembre 2020, ore 20:00 WET 13ª giornata | Fulham             | 0 – 0 referto | Brighton | Craven Cottage (0 spett.)\| Arbitro: \| Jones (Merseyside) \| |
| Arbitro:                                                          | Jones (Merseyside) |               |          |                                                               |

| Arbitro: | Scott (Oxfordshire) |

|                   |           |                    |
| Wilson 64’ (rig.) | Marcatori | 42’ (aut.) Ritchie |

| Hammersmith e Fulham 26 dicembre 2020, ore 15:00 WET 15ª giornata | Fulham                    | 0 – 0 referto | Southampton | Craven Cottage (0 spett.)\| Arbitro: \| England (South Yorkshire) \| |
| Arbitro:                                                          | England (South Yorkshire) |               |             |                                                                      |

| Arbitro: | Tierney (Lancashire) |

|          |           |               |
| Kane 25’ | Marcatori | 74’ Cavaleiro |

| Arbitro: | Moss (West Yorkshire) |

|            |           |          |
| Barnes 52’ | Marcatori | 49’ Aina |

| Arbitro: | Atkinson (West Yorkshire) |

|            |           |                      |
| Lookman 5’ | Marcatori | 21’ Cavani 65’ Pogba |

| Arbitro: | Bankes (Merseyside) |

|  |           |           |
|  | Marcatori | 78’ Mount |

#### Girone di ritorno
| Brighton 27 gennaio 2021, ore 19:30 WET 20ª giornata | Brighton           | 0 – 0 referto | Fulham | Falmer Stadium (0 spett.)\| Arbitro: \| Pawson (Sheffield) \| |
| Arbitro:                                             | Pawson (Sheffield) |               |        |                                                               |

| Arbitro: | Taylor (Cheshire) |

|                         |           |                        |
| Bartley 47’ Pereira 66’ | Marcatori | 10’ Reid 77’ Cavaleiro |

| Arbitro: | Jones (Merseyside) |

|  |           |                          |
|  | Marcatori | 17’ Iheanacho 44’ Justin |

| Hammersmith e Fulham 6 febbraio 2021, ore 17:30 WET 23ª giornata | Fulham        | 0 – 0 referto | West Ham Utd | Craven Cottage (0 spett.)\| Arbitro: \| Dean (Wirral) \| |
| Arbitro:                                                         | Dean (Wirral) |               |              |                                                          |

| Arbitro: | Madley (West Yorkshire) |

|  |           |               |
|  | Marcatori | 48’, 65’ Maja |

| Arbitro: | Atkinson (West Yorkshire) |

|             |           |  |
| Lookman 61’ | Marcatori |  |

| Londra 28 febbraio 2021, ore 12:00 WET 26ª giornata | Crystal Palace    | 0 – 0 referto | Fulham | Selhurst Park (0 spett.)\| Arbitro: \| Taylor (Cheshire) \| |
| Arbitro:                                            | Taylor (Cheshire) |               |        |                                                             |

| Arbitro: | Friend (Leicestershire) |

|  |           |            |
|  | Marcatori | 45’ Lemina |

| Arbitro: | Marriner (West Midlands) |

|  |           |                                        |
|  | Marcatori | 47’ Stones 56’ Jesus 60’ (rig.) Agüero |

| Arbitro: | Coote (Nottinghamshire) |

|              |           |                          |
| Anderson 38’ | Marcatori | 29’ Bamford 58’ Raphinha |

| Arbitro: | Taylor (Cheshire) |

|                                |           |              |
| Trézéguet 78’, 81’ Watkins 87’ | Marcatori | 61’ Mitrović |

| Arbitro: | Moss (West Yorkshire) |

|  |           |              |
|  | Marcatori | 90+2’ Traoré |

| Arbitro: | Pawson (Sheffield) |

|               |           |                 |
| Nketiah 90+7’ | Marcatori | 59’ (rig.) Maja |

| Arbitro: | Coote (Nottinghamshire) |

|  |           |                       |
|  | Marcatori | 19’ (aut.) Adarabioyo |

| Arbitro: | Friend (Leicestershire) |

|                  |           |  |
| Havertz 10’, 49’ | Marcatori |  |

| Arbitro: | Coote (Nottinghamshire) |

|  |           |                       |
|  | Marcatori | 35’ Westwood 44’ Wood |

| Arbitro: | Pawson (Sheffield) |

|                                     |           |                 |
| Che Adams 26’ Tella 60’ Walcott 82’ | Marcatori | 75’ F. Carvalho |

| Arbitro: | Mason (Bolton) |

|            |           |           |
| Cavani 15’ | Marcatori | 76’ Bryan |

| Arbitro: | Kavanagh (Lancashire) |

|  |           |                              |
|  | Marcatori | 23’ Willock 88’ (rig.) Schär |

### FA Cup

#### Turni eliminatori
| Arbitro: | Hooper (Wiltshire) |

|  |           |                       |
|  | Marcatori | 114’ Reid 115’ Kebano |

| Arbitro: | Madley (West Yorkshire) |

|  |           |                                    |
|  | Marcatori | 31’, 71’ (rig.) Rodriguez 81’ Long |

### EFL Cup

#### Turni eliminatori
| Arbitro: | Whitestone (Northamptonshire) |

|  |           |              |
|  | Marcatori | 38’ Mitrović |

| Arbitro: | Mason (Bolton) |

|                    |           |  |
| Kamara 9’ Reid 32’ | Marcatori |  |

| Arbitro: | Moss (West Yorkshire) |

|                             |           |  |
| Forss 37’ Benrahma 62’, 77’ | Marcatori |  |

## Statistiche

### Statistiche di squadra
Statistiche aggiornate al 23 maggio 2021
| Competizione   | Punti | In casa | In casa | In casa | In casa | In casa | In casa | In trasferta | In trasferta | In trasferta | In trasferta | In trasferta | In trasferta | Totale | Totale | Totale | Totale | Totale | Totale | DR  |
| Competizione   | Punti | G       | V       | N       | P       | Gf      | Gs      | G            | V            | N            | P            | Gf           | Gs           | G      | V      | N      | P      | Gf     | Gs     | DR  |
| -------------- | ----- | ------- | ------- | ------- | ------- | ------- | ------- | ------------ | ------------ | ------------ | ------------ | ------------ | ------------ | ------ | ------ | ------ | ------ | ------ | ------ | --- |
| Premier League | 28    | 19      | 2       | 4       | 13      | 9       | 28      | 19           | 3            | 9            | 7            | 18           | 25           | 38     | 5      | 13     | 20     | 27     | 53     | -26 |
| FA Cup         | -     | 1       | 0       | 0       | 1       | 0       | 3       | 1            | 1            | 0            | 0            | 2            | 0            | 2      | 1      | 0      | 1      | 2      | 3      | -1  |
| Carabao Cup    | -     | 1       | 1       | 0       | 0       | 2       | 0       | 2            | 1            | 0            | 1            | 1            | 3            | 3      | 2      | 0      | 1      | 3      | 3      | 0   |
| Totale         | -     | 21      | 3       | 4       | 14      | 11      | 31      | 22           | 5            | 9            | 8            | 21           | 28           | 43     | 8      | 13     | 22     | 32     | 59     | -27 |

### Andamento in campionato
| Giornata  | 1  | 2  | 3  | 4  | 5  | 6  | 7  | 8  | 9  | 10 | 11 | 12 | 13 | 14 | 15 | 16 | 17 | 18 | 19 | 20 | 21 | 22 | 23 | 24 | 25 | 26 | 27 | 28 | 29 | 30 | 31 | 32 | 33 | 34 | 35 | 36 | 37 | 38 |
| --------- | -- | -- | -- | -- | -- | -- | -- | -- | -- | -- | -- | -- | -- | -- | -- | -- | -- | -- | -- | -- | -- | -- | -- | -- | -- | -- | -- | -- | -- | -- | -- | -- | -- | -- | -- | -- | -- | -- |
| Luogo     | C  | T  | C  | T  | T  | C  | C  | T  | C  | T  | T  | C  | C  | T  | C  | T  | T  | C  | C  | T  | T  | C  | C  | T  | C  | T  | T  | C  | C  | T  | C  | T  | C  | T  | C  | T  | T  | C  |
| Risultato | P  | P  | P  | P  | N  | P  | V  | P  | P  | V  | P  | N  | N  | N  | N  | N  | N  | P  | P  | N  | N  | P  | N  | V  | V  | N  | V  | P  | P  | P  | P  | N  | P  | P  | P  | P  | N  | P  |
| Posizione | 19 | 19 | 20 | 20 | 20 | 20 | 17 | 17 | 18 | 17 | 17 | 18 | 18 | 18 | 18 | 18 | 18 | 18 | 18 | 18 | 18 | 18 | 18 | 18 | 18 | 18 | 18 | 18 | 18 | 18 | 18 | 18 | 18 | 18 | 18 | 18 | 18 | 18 |

Legenda:

Luogo: C = Casa; T = Trasferta. Risultato: V = Vittoria; N = Pareggio; P = Sconfitta.